# Hamlin Garland

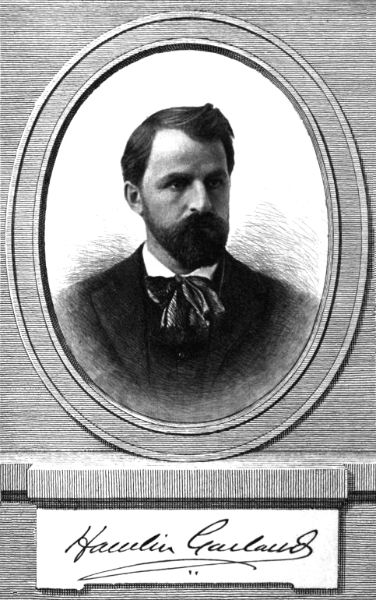
Hamlin Garland

Hamlin Garland (ur. 14 września 1860, zm. 4 marca 1940) – amerykański pisarz, który zasłynął z powieści przedstawiających środowisko w którym żył – farmerów z Midwestu. Laureat nagrody Pulitzera za rok 1922.